# Faunok

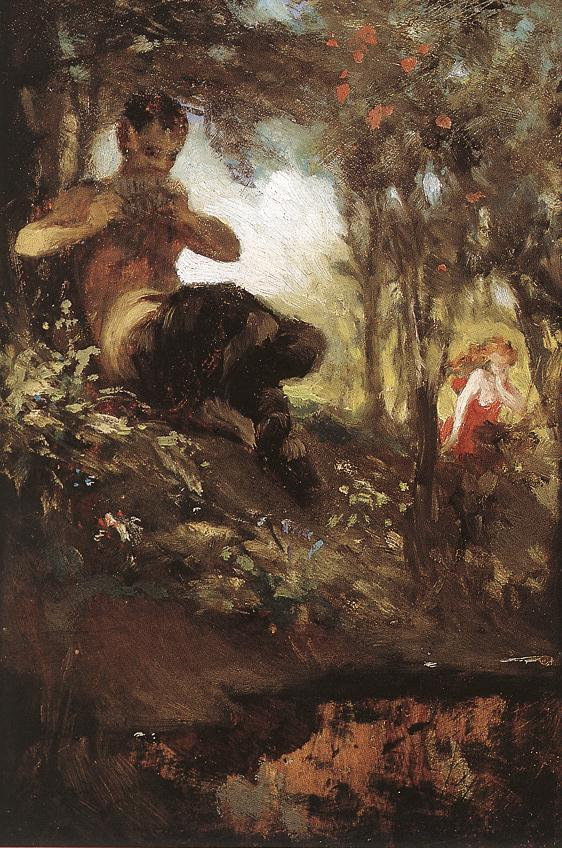
Szinyei Merse Pál: Faun

A faunok (latinul: Fauni) a római mitológiában kecskelábú, félig ember alakú lények, a görög szatírok megfelelői, az érzékiség és a csúfolódó kedv szimbólumai. Előbbi funkciójuk miatt művészi ábrázolásaik igen gyakoriak.
- az ismert Barberini Faun az i.e. 220-as években készült, alvó szatírt ábrázoló szobor;
- Claude Debussy zenekari műve az Egy faun délutánja (Prélude à l'après-midi d'un faune, 1894)
- A faun labirintusa, Guillermo del Toro 3 Oscar-díjat nyert 2006-os filmje